# 光果婆婆纳
光果婆婆纳（学名：Veronica rockii）为車前草科婆婆纳属下的一个种。

## 扩展阅读
- 維基物種上的相關：光果婆婆纳